# 战旗

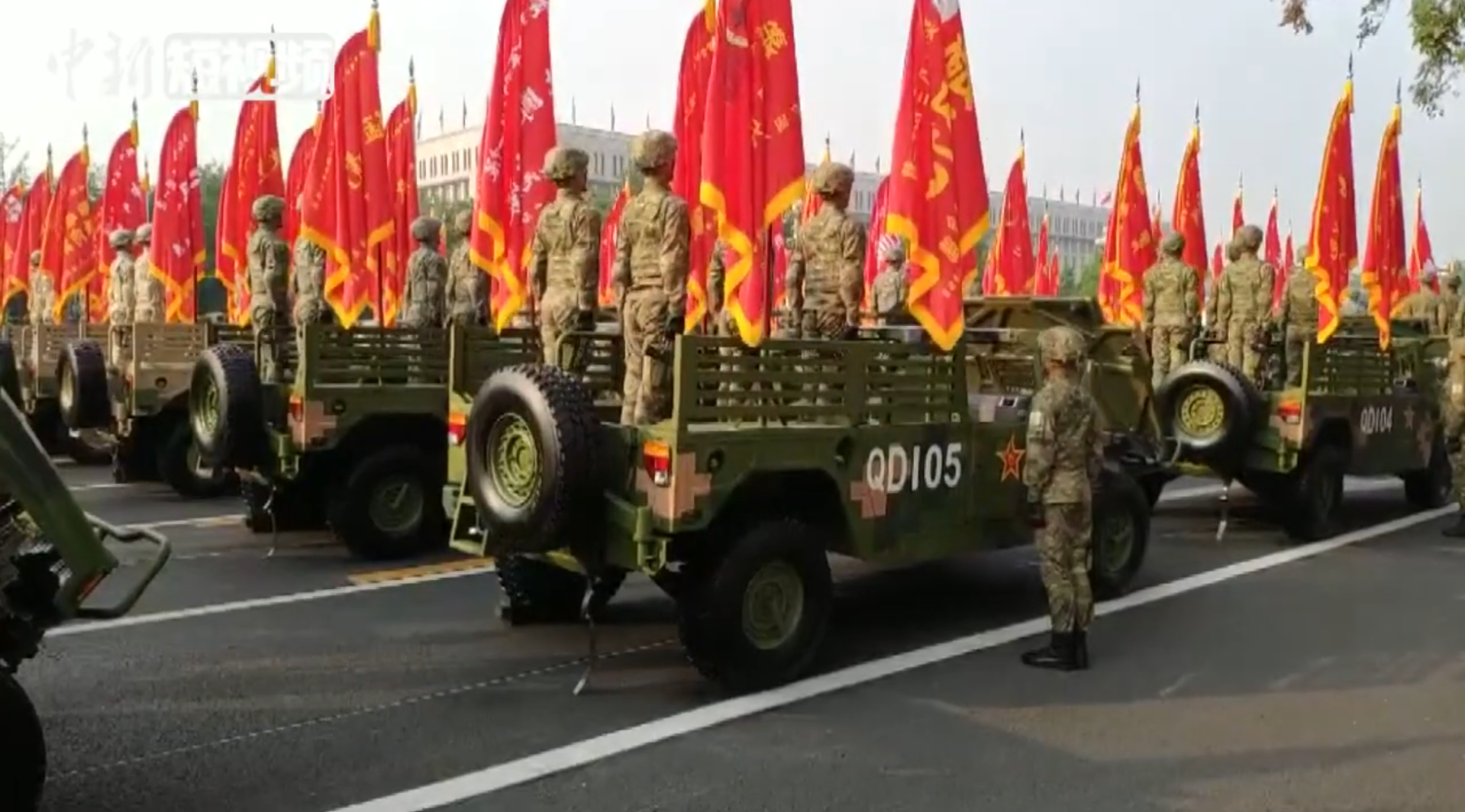
2019年中国国庆阅兵中的战旗方阵。

战旗是一种在作战时表示战斗方身份的旗帜，供一国军队在陆上使用。战旗在航海界的对应物则是軍艦旗。
在中文里，“战旗”一词可被用于指代任何在战争中使用的旗帜，其使用者亦不局限于正规军（因而可以不必是官方性质的正式代表旗帜，如军旗），有些战旗则是作为荣誉表彰被奖励给特定部队的。
在英文语境中，“战旗”（War flag）则是指一种由军队所特用的国旗变种（代表国籍而非军队本身），类似于政府旗之于政府，民船旗之于商船。但现今大部分国家都没有独立的战旗设计，多数国家所使用的战旗同时也是政府旗或者通用国旗的设计。

## 拓展阅读
- Wise, Terence (1978) Military flags of the world, in color. New York: Arco Publishing. 184p. ISBN 0668044721. War flags of 1618–1900.